# Loisach

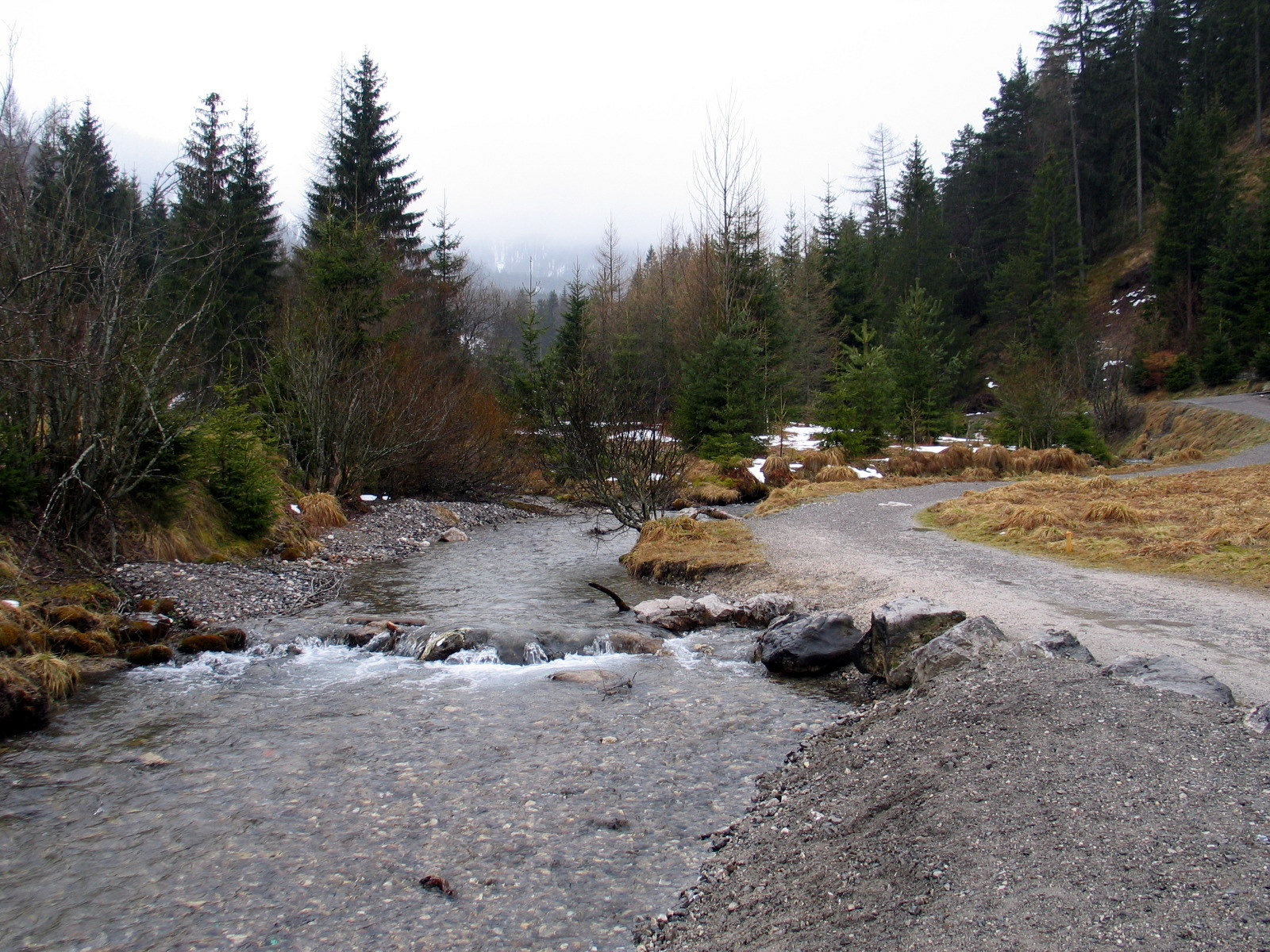
El riu Loisach encara prop de les seves fonts.

El Loisach és un riu dels Alps bavaresos (Alemanya), afluent esquerre del riu Isar.
El Loisach té les seves fonts al Tirol, a 1.658 metres d'altura, en les muralles calcàries, descarnades i abruptes del Wetterstein, un dels cims del qual, el Zugspitze (1.950 m.), és el punt culminant de Baviera. Aquesta muralla rocallosa domina al riu que l'envolta al sud, a l'oest i al nord, tancant en la seva corba l'Eibsee, petit llac solitari d'aigües tranquil·les, que hi ha al peu del Zugspitze.
La vall del Loisach és un antic fons lacustre, que les aigües ompliren en l'època terciària, i del qual es desviaren diversos corrents per formar quatre pantans que encara assenyalen l'estat primitiu de les lleres. El primer pantà, que era el més petit, a l'oest del Zugspitze, constituïa la conca del Lemoos, d'on en surt avui el Leixach per córrer entre elevats marges, primer en direcció nord, i després vers l'est. Després s'eixampla la llera del riu, rebent el seu principal afluent el Partnach. Entre Garmisch-Partenkirchen baixa a la segona conca pantanosa Filz d'Oberau, passant de seguida a la tercera, nomenada Eschuloe, de forma oval i, per acabar, la de Benediktbeuren-Konigsdorf, que és la més vasta i on rep per un canalet el cabal del Llac Kochel. Seguint vers el nord-est passa per Heilbronn, ciutat famosa per les seves aigües minerals i desemboca en l'Isar a Wolfratshausen, després de 125 quilòmetres de curs.